# Спартак (стадион, Смоленск)
Стадион «Спарта́к» — многофункциональный стадион в центре Смоленска, на западе от Лопатинского сада (ул. Дзержинского, д. 18/2). Вместимость трибун 12 500 человек.
На стадионе проводятся футбольные матчи (есть два футбольных поля: основное, размером 107 x 70 метров, с травяным покрытием и жидкостным подогревом, и дополнительное, размером 80x50 метров, с земляным покрытием), соревнования по легкой атлетике (вокруг основного поля имеются беговые дорожки длиной 400 метров с резиновым покрытием, сектор для толкания ядра, сектор для прыжков в длину), оборудовано 3 теннисных корта. В южной части стадиона расположен главный павильон, в котором находятся большой спортивный зал для игр в волейбол и баскетбол, малый спортивный зал для занятий гимнастикой. Западнее главного павильона находится гимнастический городок с набором различных снарядов (перекладины, брусья и т. п.). Восточнее — хоккейная площадка и площадка для игры в городки. Стадион имеет 2 трибуны: западную (3587 мест) и восточную (5500 мест), 8 осветительных мачт.
Строительство стадиона началось в 1955 году, а открытие состоялось 31 мая 1959 года. Архитектор проекта — С. В. Шестопал.
В разные годы домашний стадион футбольных клубов «Искра», «ЦСК ВВС Кристалл», «Днепр».